# Trypeticus sanneae
Trypeticus sanneae är en skalbaggsart som beskrevs av Kanaar 2003. Trypeticus sanneae ingår i släktet Trypeticus och familjen stumpbaggar. Inga underarter finns listade i Catalogue of Life.